# Саакян, Вагаршак Амбарцумович
Вагаршак Амбарцумович Саакян (арм. Վաղարշակ Համբարձումի Սահակյան, 15 сентября 1906, Паяджук, Западный Азербайджан — 24 апреля 1978, Ереван) — армянский советский певец. Народный артист Армянской ССР (1945).

## Биография
Односельчанин писателя и поэта Раффи (1835—1888).
После окончания приходской школы села отец Вагаршака отправил его в Тифлис, где он учился в муниципальной школе. В возрасте 13 лет пение Саакяна высоко оценил услышавший его голос Ованес Туманян, предсказавший ему удачную певческую карьеру. Однако тогда получить музыкальное образование не получилось, Саакян уехал в Амасию и работал начальником финансового отдела.
Затем учился в музыкальной студии Ленинакана, у Никогайоса Тиграняна и Даниэля Казаряна.
Солист Армянской филармонии с 1933 года. С 1938 года пел в ансамбле ашугской песни имени Саят-Новы (с 1942 года — руководитель ансамбля).
Был знатоком различных стилистических направлений музыки армянских трубадуров (пение сопровождалось игрой на сазе). Известен своими исполнениями произведений Багдасара Дпира, Нагаша Овнатана, Мискина-Бурджи, Саят-Новы, особенно Дживани.
Кавалер ордена «Знак Почёта» (04.11.1939) — «за выдающиеся заслуги в деле развития армянского театрального и музыкального искусства».

## Память

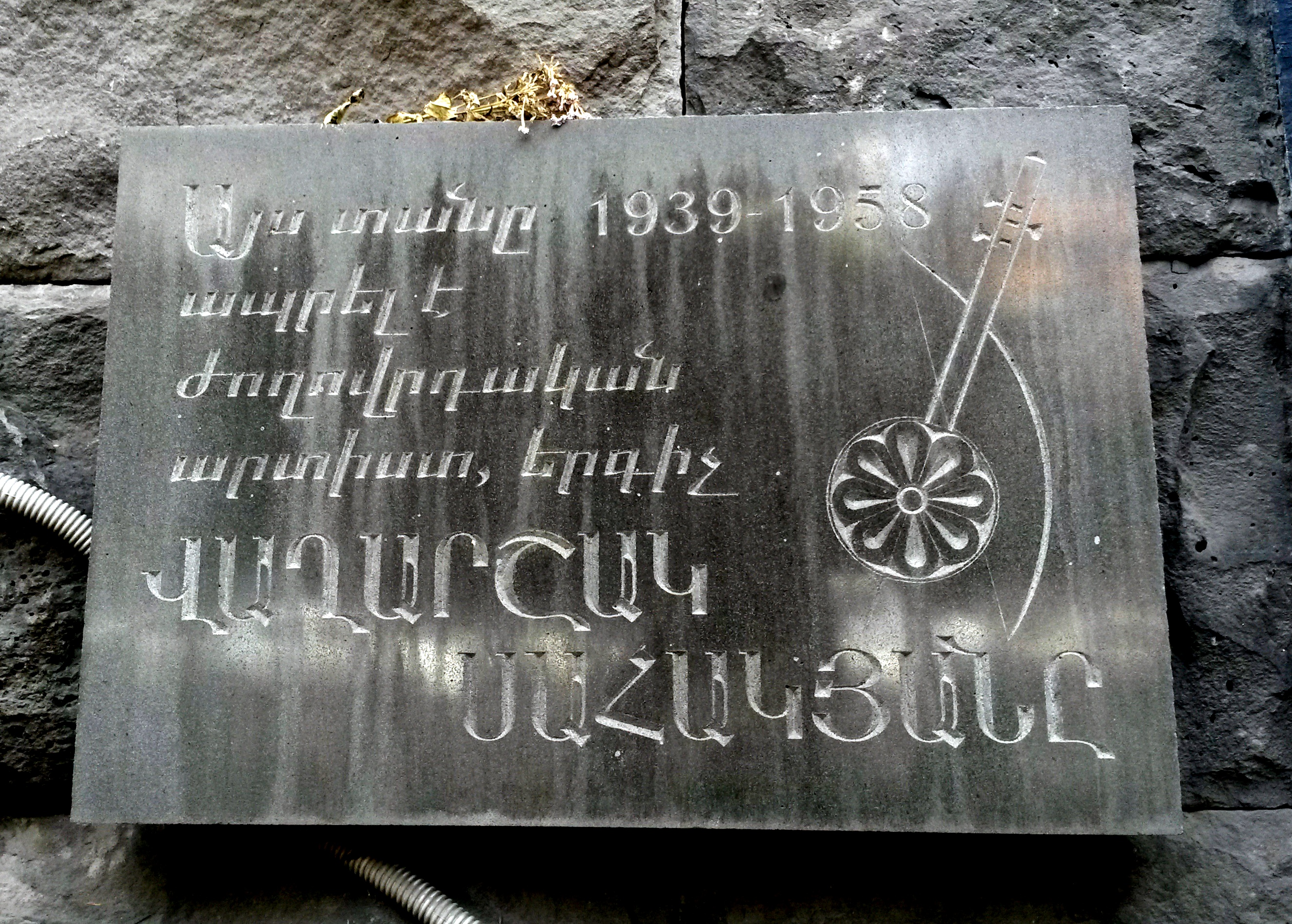
Мемориальная доска Вагаршаку Саакяну на д. 20 по проспекту Маштоца в Ереване.

Мемориальная доска на д. 20 по проспекту Маштоца в Ереване.